# USS Koelsch
L'USS Koelsch (FF-1049) est une frégate de classe Garcia en service dans l’United States Navy de 1968 à 1989. Il a ensuite été loué au Pakistan où il a servi sous le nom de Siqqat (F-267) jusqu’en 1994. La frégate a ensuite été mise au rebut.

## Historique
L'USS Koelsch (DE-1049) a été mis en chantier comme destroyer d’escorte le 19 février 1964 à Bay City (Michigan) par la Defoe Shipbuilding Company et lancé le 8 juin 1965, parrainé par Mlle Virginia L. Koelsch, la nièce du défunt Lt. (j.g.) Koelsch. Le navire effectue des essais constructeur sur le lac Huron les 14 et 15 avril 1967 et quitte Bay City le 11 mai 1967. Il a transité par les Grands Lacs et la Voie maritime du Saint-Laurent et a été mis en service au Boston Navy Yard, dans le Massachusetts, aux États-Unis, le 10 juin 1967.

### Marine du Pakistan
Désarmé le 31 mai 1989 à Charleston (Caroline du Sud), l’USS Koelsch est transféré à la marine pakistanaise le même jour selon les termes d’un contrat de location de cinq ans. Il a été remis en service sous le nom de Siqqat (F-267).

## Destin
Parce que le Pakistan n’arrêtait pas son programme d’armes nucléaires, le bail a été annulé en 1994. Rendu aux États-Unis à Singapour le 19 août 1994, l’ex-USS Koelsch a été rayé du registre de la marine le même jour. Transféré à l’Administration maritime le 9 septembre suivant, il a été vendu à Trusha Investments Pte à la même date. Ltd, a/s de Jacques Pierot, Jr. & Sons, Inc., de New York pour 625824 $. Il a ensuite été remorqué à Hong Kong et démoli.

## Homonyme
L’USS Koelsch a été nommé en l’honneur du pilote d’hélicoptère de la Marine, le lieutenant (junior grade) John Kelvin Koelsch, qui a reçu la Medal of Honor pour ses actions pendant la guerre de Corée. Le 3 juillet 1951, Koelsch et son membre d’équipage tentent de sauver un aviateur du corps des Marines abattu en territoire ennemi. Sous un feu nourri, l’hélicoptère de Koelsch a été abattu. Koelsch, son membre d’équipage et l’aviateur des Marines ont survécu au crash et ont échappé à l’ennemi pendant neuf jours avant d’être capturés. Le lieutenant John Koelsch meurt de malnutrition et de dysenterie dans un camp de prisonniers de guerre trois mois plus tard.

## Distinctions
- Navy Unit Commendation avec étoile
- CG Meritorious Unit Commendation avec étoile
- Navy E Ribbon
- Navy Expeditionary Medal
- National Defense Service Medal
- Humanitarian Service Medal
- Navy Sea Service Deployment Ribbon avec 10 étoiles[1]